# Жаклін дю Пре
Жаклін Дю Пре (фр. Jacqueline Mary du Pré; 26 січня 1945, Оксфорд  — 19 жовтня 1987, Лондон)  — англійська віолончелістка.

## Біографія
Спочатку займалася музикою з матір'ю, піаністкою, композиторкою та диригенткою Айріс дю Пре, потім в Лондонській віолончельній школі і в Гілдголській школі музики у Вільяма Пліта. Відвідувала майстер-класи Поля Тортельє, Пабло Казальса, Мстислава Ростроповича. 
Дебютувала в 1962 р., зігравши з симфонічним оркестром Бі-Бі-Сі віолончельний концерт Едварда Елгара, який багато разів виконувала потім з різними оркестрами та диригентами  — Джоном Барбіроллі, Анталом Дораті.
В 1967 р. одружилася з ізраїльським піаністом та диригентом Даніелем Баренбоймом, з яким багаторазово виступала. Її інструментом в ті роки була віолончель Страдіварі, що колись належала К. Ю. Давидову. Грала з найкращими оркестрами Європи і США під керівництвом Адріана Боулта, Зубіна Мети, Леонарда Бернстайна та ін, блискуче виконуючи Й. С. Баха, Генделя, Гайдна, Бетховена, Шумана, Брамса, Дворжака, Ріхарда Штрауса, Бріттена, Елгара.
З 1971 р. почала відчувати проблеми зі здоров'ям, в 1973 р. їй діагностували розсіяний склероз. Грати більше не могла і після 1973 р. не виступала на сцені і не записувала дисків.

## Визнання
Про Жаклін дю Пре знято кілька документальних стрічок, наприклад «Згадуючи Жаклін дю Пре» (1994), а також художній фільм «Гіларі та Джекі» (1998), що викликав суперечливу реакцію описом приватного життя віолончелістки .  
Іменем дю Пре названий сорт троянд. 